# Finse Volksdemocratische Liga
De Finse Volksdemocratische Liga (afk.: SKDL Fins: Suomen Kansan Demokraattinen Liitto, Zweeds: Demokratiska Förbundet för Finlands Folk (DFFF)) was een Finse politieke beweging.
De SKDL werd in oktober 1944 gesticht op initiatief van de toen net gelegaliseerde Finse Communistische Partij (SKP) om alle progressieve krachten in het land te verenigen in één alliantie. Tot de SKDL traden onder andere, naast de SKP, de volgende groepen toe:
- Partij van de Arbeid (linkse afsplitsing van de Sociaaldemocratische Partij onder Mauno Pekkala)
- Vaana Sana ("Het Vrije Woord") (sociaaldemocratische groep gevormd rond de gelijknamige krant o.l.v. Karl Wiik
- Socialistische Arbeiderspartij (afsplitsing van het Sociaaldemocratische Verbond in 1973)

In maart 1945 won de SKDL in één keer 49 zetels en trad toe tot de regering. Van 1946 tot 1948 was Pekkala minister-president. Van 1948 tot 1966 zat de partij in de oppositiebankjes, maar van 1966 tot 1987 zat de SKDL bijna zonder uitzondering in de regering.
De leiding van de SKDL lag bijna altijd in handen van een niet-communistische voorzitter. Desondanks werd de Liga gedomineerd door de communistische partij.
De SKDL was er nooit in geslaagd om brede steun te verwerven onder linkse intellectuelen en de samenwerking met de SDP verliep over het algemeen bijzonder stroef, ondanks dat ze vaak in één kabinet zaten. In 1958 behaalde de SKDL haar grootste electorale succes (50 zetels, voorgaande verkiezingen 43 zetels). In de jaren tachtig kwam het binnen de SKP tot een officiële splitsing (niet-officieel sinds 1969) tussen de streng marxistisch-leninistische vleugel en de gematigde eurocommunistische vleugel. Deze ontwikkeling had ook haar weerslag binnen de SKDL. De stalinisten traden uit de SKDL en vormden de DEVA. De SKDL ging ten slotte in 1990 ter ziele (onder andere omdat de linkse socialisten het niet meer zagen zitten). De liga is opgegaan in de Vasemmistoliitto.

## SKDL-voorzitters
- Karl Wiik (1944)
- Cay Sundström (1944-1946)
- J.W. Keto (1946-1948)
- Kusti Kulo (1948-1966)
- Ele Alenius (1966-1979)
- Kalevi Kivistö (1979-1985)
- Esko Helle (1985-1988)
- Reijo Käkelä (1988-1990)